# Dallah (cafetera)

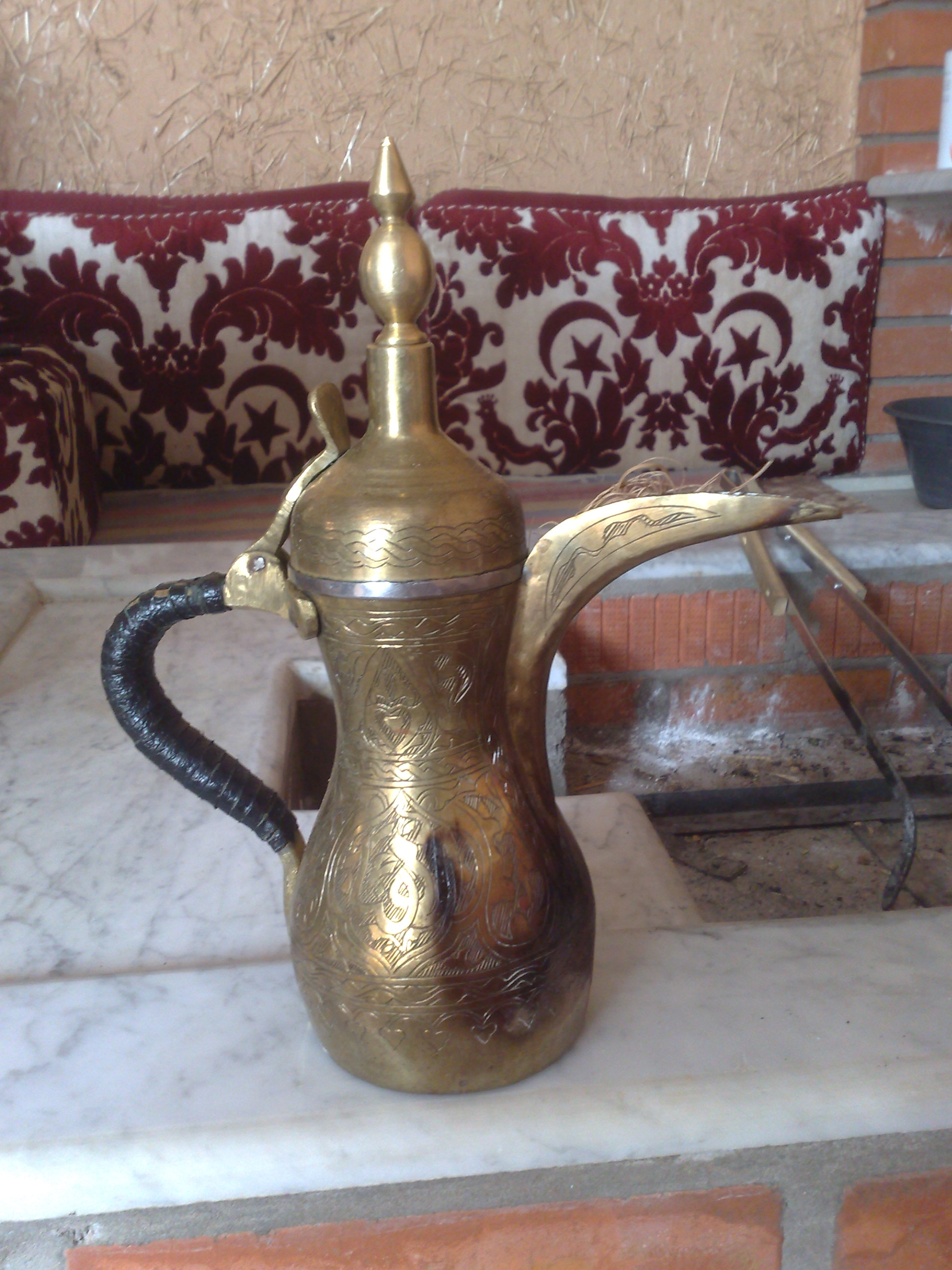
Dallah.

Un dallah es un recipiente metálico con un pitorro largo diseñado específicamente para elaborar café árabe. Se usa especialmente en el tradicional café beduino.